# ارتشر ماثيوز
ارتشر ماثيوز هو سياسي أمريكي، ولد في 1744 في مقاطعة أوغوستا في الولايات المتحدة، وتوفي في 1796 في لويسبرغ في الولايات المتحدة. انتخب عضو مجلس نواب فرجينيا ‏.